# Wesley (Iowa)
Wesley es una ciudad ubicada en el condado de Kossuth en el estado estadounidense de Iowa. En el Censo de 2010 tenía una población de 390 habitantes y una densidad poblacional de 261,42 personas por km².

## Geografía
Wesley se encuentra ubicada en las coordenadas 43°5′19″N 93°59′37″O / 43.08861, -93.99361. Según la Oficina del Censo de los Estados Unidos, Wesley tiene una superficie total de 1.49 km², de la cual 1.49 km² corresponden a tierra firme y (0%) 0 km² es agua.

## Demografía
Según el censo de 2010, había 390 personas residiendo en Wesley. La densidad de población era de 261,42 hab./km². De los 390 habitantes, Wesley estaba compuesto por el 99.49% blancos, el 0% eran afroamericanos, el 0% eran amerindios, el 0.26% eran asiáticos, el 0% eran isleños del Pacífico, el 0% eran de otras razas y el 0.26% pertenecían a dos o más razas. Del total de la población el 2.31% eran hispanos o latinos de cualquier raza.